# Udaipur
Udaipur là một thành phố ở bang Rajasthan.
là một thành phố, một hội đồng khu tự quản, thành phố và trụ sở hành chính của huyện Udaipur ở bang Rajasthan ở miền tây Ấn Độ. Nó nằm 403 km (250 dặm) về phía tây nam của thủ phủ bang, Jaipur và 250 km (155 dặm) về phía đông bắc từ Ahmedabad. Udaipur là thủ đô lịch sử của vương quốc Mewar trong cựu Rajputana Agency. Dòng tộc Sisodia của Rajputs cai trị Mewar và thủ đô của họ được chuyển từ Chittorgarh đến Udaipur sau khi thành phố Udaipur sáng lập bởi Maharana Uday Singh. Tỉnh Mewar đã trở thành một phần của Rajasthan sau khi Ấn Độ giành được độc lập.
Ngoài lịch sử, văn hóa và địa điểm danh lam thắng cảnh, thành phố còn nổi tiếng với cung điện thời Rajput của nó. The Lake Palace, ví dụ, bao gồm toàn bộ một hòn đảo ở hồ Pichola. Nhiều trong số các cung điện đã được chuyển thành khách sạn sang trọng. Thành phố thường được gọi là "Venice của phương Đông", và cũng được gọi là "Thành phố Hồ". Hồ Pichola, Fateh Sagar Lake, Udai Sagar và Swar Udai Sagar và Swaroop Sagar ở thành phố này được xem thuộc trong những hồ đẹp nhất trong bang này.
Udaipur được thành lập năm 1553 bởi Maharana Udai Singh II là thủ đô cuối cùng của vương quốc Mewar xưa, nằm ở thung lũng tròn màu mỡ "Girwa" phía Tây Nam Nagda, bên sông Banas.